# Dismodicus elevatus
Dismodicus elevatus là một loài nhện trong họ Linyphiidae. Chúng được Carl Ludwig Koch miêu tả năm 1838.